# Лима, Флориана
Флориана Лима (англ. Floriana Lima) — американская телевизионная актриса.
Лима родилась в Огайо и начала свою карьеру с эпизодических ролей в «Как я встретил вашу маму», «Говорящая с призраками» и «Доктор Хаус». В 2012 году она снялась на регулярной основе в крайне провальном сериале Fox «Доктор мафии». С тех пор она появилась в «Гавайи 5.0», «Ясновидец» и «C.S.I.: Место преступления», а также имела второстепенную роль в недолго просуществовавшем сериале NBC «Преданность».
В 2016 году Лима снялась в сериале ABC «Семья», созданном Дженной Бэнс.

## Фильмография
| Год       | Название на русском          | Название на английском                  | Роль                       | Примечания                                                   |
| --------- | ---------------------------- | --------------------------------------- | -------------------------- | ------------------------------------------------------------ |
| 2008      | Терминатор: Битва за будущее | Terminator: The Sarah Connor Chronicles | Фрэнни                     | Эпизод: «The Turk»                                           |
| 2008      | Как я встретил вашу маму     | How I Met Your Mother                   | Хэйли                      | Эпизод: «Rebound Bro»                                        |
| 2008      | Избалованные                 | Privileged                              | Бармен                     | Эпизод: «Pilot»                                              |
| 2008      | Мой личный враг              | My Own Worst Enemy                      | Технолог                   | Эпизод: «Henry and the Terrible… Day»                        |
| 2009      | Говорящая с призраками       | Ghost Whisperer                         | Соавтор                    | Эпизод: «Body of Water»                                      |
| 2009      | Проект Элисон Стоунер        | The Alyson Stoner Project               | Флори                      |                                                              |
| 2009      | Мелроуз Плейс                | Melrose Place                           | Карла                      | Эпизод: «Nightingale»                                        |
| 2010      | Доктор Хаус                  | House                                   | Габриэлла                  | Эпизод «Black Hole»                                          |
| 2010      | В простом виде               | In Plain Sight                          | Робин Сисаро               | Эпизод: «Death Becomes Her»                                  |
| 2010      | Блеск славы                  | Glory Daze                              | Майя                       | Эпизоды: «Hungry Like Teen Wolf» и «Why Shant This Be Love?» |
| 2011      | Девять жизней Хлои Кинг      | The Nine Lives of Chloe King            | Лайла Монтеро              | Эпизод: «Girls Night Out»                                    |
| 2011      | Компаньоны                   | Franklin & Bash                         | Амелия                     | Эпизод: «Go Tell It on the Mountain»                         |
| 2012-2013 | Доктор мафии                 | The Mob Doctor                          | Медсестра Роза Ro Куэнтеро | Регулярная роль, 13 эпизодов                                 |
| 2013      | Гавайи 5.0                   | Hawaii Five-0                           | Эллисон Хатчинс            | Эпизод: «Ua Nalohia»                                         |
| 2014      | Ясновидец                    | Psych                                   | Лоу                        | Эпизод: «The Break-Up»                                       |
| 2014-2015 | C.S.I.: Место преступления   | CSI: Crime Scene Investigation          | Кери Торрес                | Эпизоды: «The Twin Paradox» и «The Greater Good»             |
| 2015      | Облачно, возможна любовь     | Cloudy with a Chance of Love            | Фрэн                       | Телевизионный фильм                                          |
| 2015      | Преданность                  | Allegiance                              | Мишель Прадо               | 8 эпизодов                                                   |
| 2016      | Семья                        | The Family                              | Брэйди Круз                | Регулярная роль, 12 эпизодов                                 |
| 2016      | Супергёрл                    | Supergirl                               | Мэгги Сойер                | Регулярная роль, 20 эпизодов                                 |
| 2016-2018 | Смертельное оружие           | Lethal Weapon                           | Миранда Риггс              | Второстепенная роль                                          |
| 2017-2019 | Каратель                     | The Punisher                            | Криста                     | Второстепенная роль, 2 сезон: 12 эпизодов                    |